# Vike
Vike ist eine Siedlung im Eikesdal in der Provinz Møre og Romsdal in Norwegen.

## Geographie

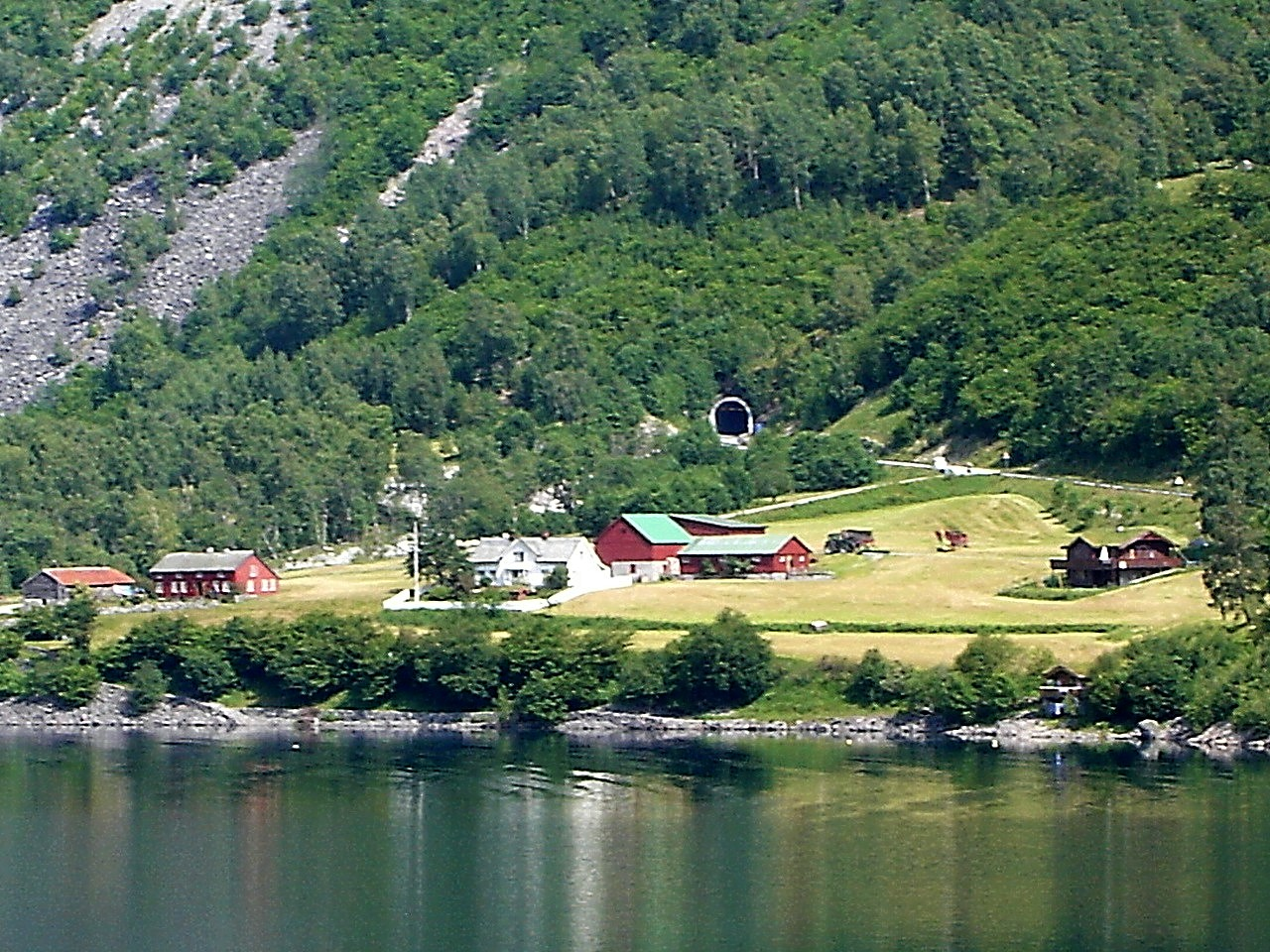
Vike. Oberhalb der Häuser die Einfahrt zum Viketunnel

Vike liegt am See Eikesdalsvatnet etwa 25 km westlich von Åndalsnes und etwa 80 km südöstlich von Molde. Unmittelbar östlich der Siedlung beginnt der Hang zum Berg Vikesaksa (1.809 m).
Auf der gegenüberliegenden Seeseite begrenzen schnee- und gletscherbedeckte Berge das Tal. Der Ort ist durch einen 4,2 km langen Tunnel zu erreichen, der kurz vor der Siedlung endet. Bis vor wenigen Jahren war es nur möglich, mit dem Boot nach Vike zu gelangen.
Das Eikesdal liegt abseits der großen Touristenströme. Einige Hütten und Campingplätze stehen für Besucher zur Verfügung. Haupterwerbsquellen der Einwohner sind die Schafszucht und die Hüttenvermietung.
Eine besondere Sehenswürdigkeit ist der eindrucksvolle Wasserfall Mardalsfossen am Ende des 18 km langen Sees, er gehört mit einer Fallhöhe von 655 m zu den höchsten in Norwegen.